# Адамс, Джон Куинси II
Джон Куинси Адамс II (англ. John Quincy Adams II; 22 сентября 1833, Бостон, Массачусетс, США — 14 августа 1894, Куинси, Массачусетс, США) — американский политический деятель, член Палаты представителей Массачусетса, полковник армии Союза во время Гражданской войны в США.

## Биография
Джон Куинси Адамс II родился 22 сентября 1833 года в Бостоне в семье Чарльза Фрэнсиса Адамса (1807—1886) и Эбигейл Браун Брукс (1808—1889). Является внуком шестого президента США Джона Куинси Адамса и судоходного магната Питера Чардона Брукса.
В 1853 году окончил Гарвардский университет, где изучал юриспруденцию, а два года спустя был принят в коллегию адвокатов округа Саффолк и практиковал в Бостоне. Некоторое время занимался адвокатской деятельностью, затем, заинтересовавшись сельским хозяйством, основал экспериментальную образцовую ферму площадью пятьсот акров недалеко от Куинси.
Во время гражданской войны служил адъютантом в штабе губернатора Джона Альбиона Эндрю, сначала в звании подполковника, а затем и полковника. Во время войны в его обязанности входило посещение подразделений Массачусетса на местах и предоставление губернатору отчётов об их состоянии. В 1862 году совершил инспекционные визиты в несколько подразделений Массачусетса, действующих в Северной Каролине.
Адамс работал в нескольких местных офисах в Куинси, включая ведущего городского собрания, председателя школьного совета и судью местного суда. Был избран в Генеральный совет Массачусетса как республиканец, но вскоре перешёл в Демократическую партию из-за своего недовольства политикой республиканской реконструкции Юга. Помимо работы в Палате представителей Массачусетса, являлся неудачным кандидатом от Демократической партии на пост губернатора Массачусетса ежегодно с 1867 по 1871 год (губернаторы избирались сроком на один год до 1918 года).
Адамс получил один голос за выдвижение от Демократической партии на пост президента Соединенных Штатов на Национальном съезде Демократической партии 1868 года. В 1872 году фракция демократов, отказавшаяся поддержать Хораса Грили, кандидата от слияния Демократической и Либерально-республиканской партий, выдвинула Чарльза О’Конора на пост президента, а Адамса — на пост вице-президента по списку «Откровенно-демократической партии». Они отказались, но в некоторых штатах их имена остались в бюллетенях для голосования.
В 1873 году был неудачным кандидатом на пост вице-губернатора. После поражения на выборах вице-губернатора в 1876 году Адамс отказался от дальнейшего участия в политике, хотя Гровер Кливленд рассматривал его кандидатуру на должность в кабинете министров в 1893 году. В 1877 году стал членом Гарвардской корпорации.
Джон Куинси Адамс II умер 14 августа 1894 года в возрасте 60 лет в Куинси. Был похоронен на местном кладбище Маунт-Волластон. Его вдова умерла в 1911 году и оставила состояние стоимостью 1 200 000 долларов их троим оставшимся в живых детям.

## Семья
В 1861 году Джон Куинси Адамс женился на Фрэнсис «Фанни» Кадваладер Крауниншилд (1839—1911), дочери Джорджа Крауниншилда (1812—1857) и Гарриет Сирс Крауниншилд (1809—1873) из влиятельной политической семьи Крауниншилдов. Фанни являлась внучкой министра военно-морских сил США при президентах Мэдисоне и Монро Бенджамина Уильямса Крауниншилда. Их дети:
- Джон Куинси Адамс III (1862—1876), умер молодым.
- Джордж Каспар Адамс (1863—1900), главный тренер футбольной программы Гарвардского университета.
- Чарльз Фрэнсис Адамс III (1866—1954), министр военно-морских сил США.
- Фрэнсис «Фанни» Кадваладер Адамс (1873—1876), умерла в детстве.
- Артур Чарльз Адамс (1877—1943), вице-президент Adams Trust Company, Colony Trust и New England Trust Company.
- Эбигейл «Хитти» Адамс (1879—1974), жена Роберта Хоманса (1873—1934), мать социолога Джорджа Каспара Хоманса.